# Stand by Me (Shayne Ward)
Stand by Me è un singolo del cantante pop britannico Shayne Ward, terzo estratto dall'album di debutto del cantante, l'eponimo Shayne Ward.
Il singolo è stato pubblicato dall'etichetta discografica Sony BMG il 10 luglio 2006 ed è stato prodotto da Kotecha e Romdhane.

## Tracce
CD single/digital download
1. Stand By Me [Single Mix] – 4:24
2. Easy to Love You – 3:14
3. Hit the Ground Running – 3:41

## Classifiche
| Classifica (2006) | Posizione raggiunta |
| ----------------- | ------------------- |
| Irlanda           | 9                   |
| Regno Unito       | 14                  |